# Giganti e testoni

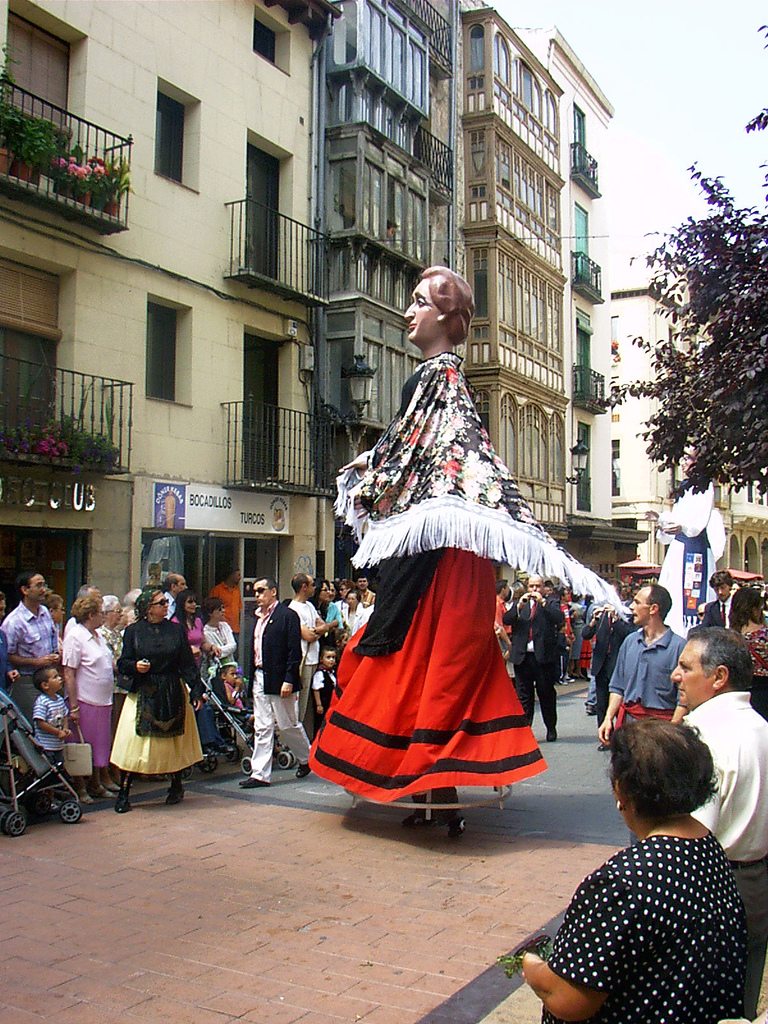
Giganti nella sfilata di San Barnaba a Logroño in Spagna

La festa dei giganti e testoni (in spagnolo Gigantes y Cabezudos; in catalano Gegants i Capgrossos) è una tradizione popolare presente in molte feste locali della penisola iberica e dell'America Latina. La tradizione consiste nel fare sfilare certe figure che di solito rappresentano personaggi popolari locali o figure mitologiche portandole sulle spalle, ballando, e animando o perseguitando la gente che assiste alla celebrazione.

## Storia

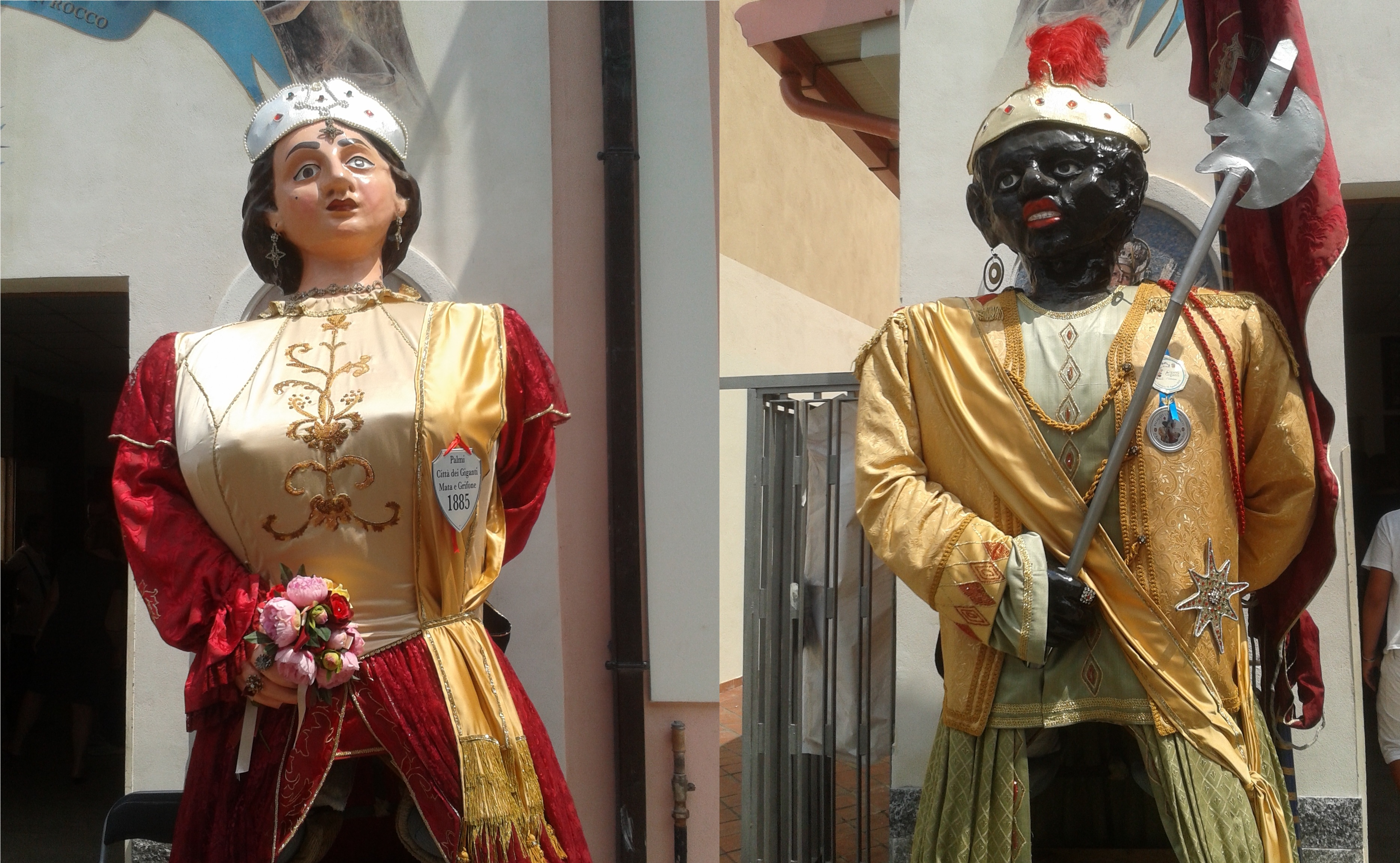
I "Giganti" di Palmi

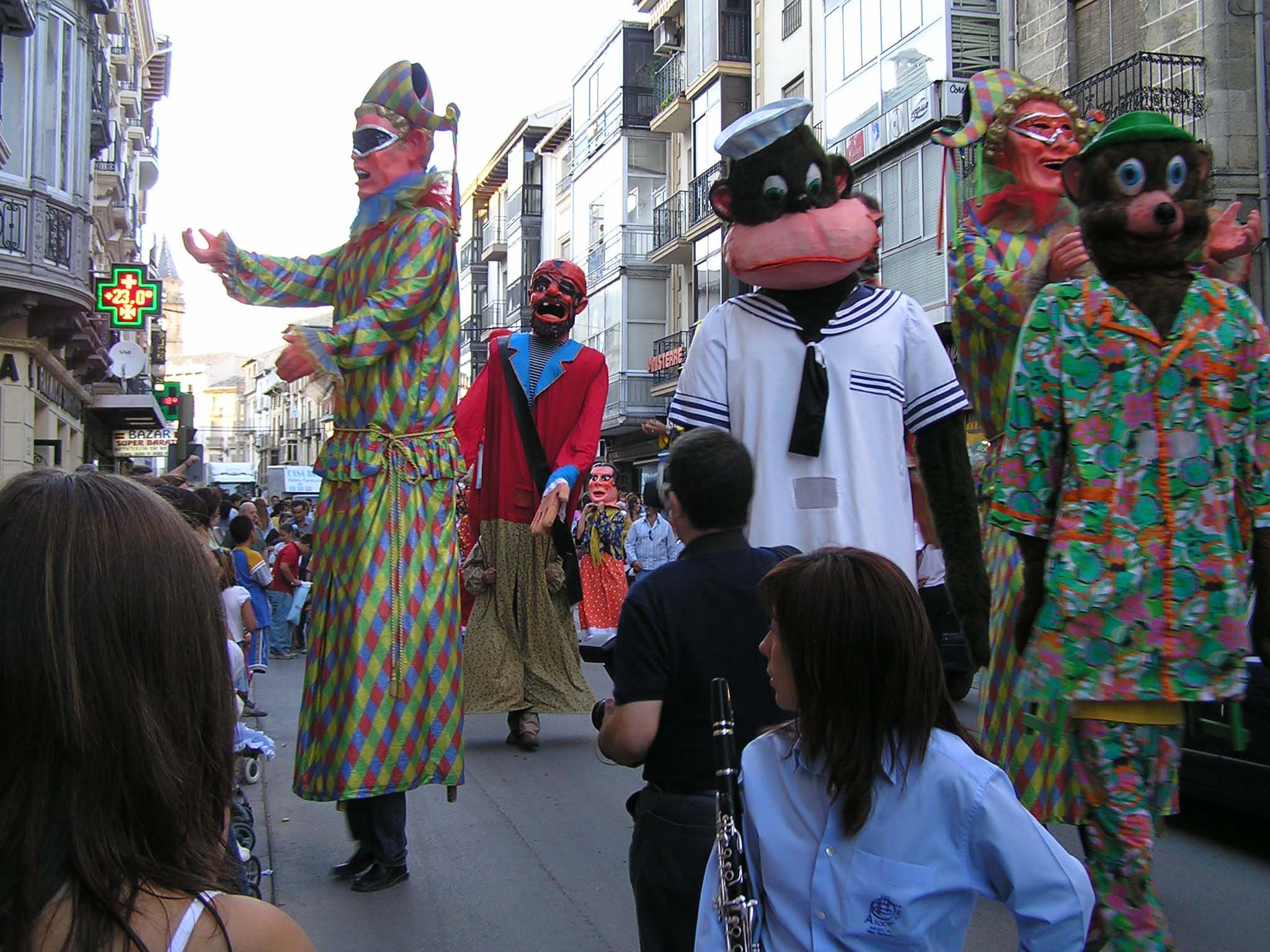
Le gigantesche figure portano allegria nelle strade di Alcalá la Real, Jaén, Spagna.

L'origine della tradizione risale al Medioevo. Le prime fonti scritte sono del 1263 in Alenquer (Portogallo), mentre il primo riferimento in Spagna è della fiesta del Corpus di Barcellona (1380). 
A Pamplona, secondo la tradizione, uscirono tre giganti nella processione di San Firmino del 1276.

## Le figure
Le figure sono realizzate in cartongesso o poliestere (o, più recentemente, fibra di vetro) con un'armatura di canne di bambù legate tra loro, oppure di legno, ferro, o alluminio, e viene coperta con tela. I "giganti" hanno un'altezza sproporzionata, e creano un effetto di nobiltà, mentre i testoni, anche chiamati kilikis, di minore altezza, spiccano per le misure della testa, e costituiscono un elemento comico.
Esistono anche i "caballitos" (chiamati "zaldicos" in Navarra), personaggi metà cavallo (la testa, parte del travestimento) metà umano (resto del corpo).